# Esther Pak
Esther Pak o Esther Park (에스더 박 (), nacida Kim Jeom-dong 김점동 (en hanja, 金點童); 16 de marzo de 1876 o 1877-13 de abril de 1910) fue una médica coreana considerada como la primera mujer coreana que practicó la medicina occidental en el país.

## Biografía
Kim, Jeom-dong nació el 16 de marzo de 1876 (o, según otras fuentes, el 16 de marzo de 1877 o 1879) en el distrito de Jeong-dong, Seúl. Era la tercera de cuatro hijas. El padre de Kim trabajaba para el misionero estadounidense Henry Appenzeller. En 1886, envió a su hija a estudiar a la Escuela de Niñas Ewha fundada por Mary F. Scranton. Los padres de Kim le permitieron estudiar bajo dos condiciones: le prohibieron ir a Estados Unidos y dejar la escuela antes de casarse.
Kim era una buena estudiante, particularmente buena en inglés. Cuando la doctora misionera estadounidense Rosetta Sherwood Hall visitó la escuela, se le pidió a Kim que trabajara como su intérprete. Impresionada por la cirugía del doctor Hall para corregir el labio leporino y el paladar hendido, Kim comenzó a soñar con una carrera médica. Rosetta Hall convenció a Kim de que los coreanos estaban afligidos por prohibiciones confucianas que no les permitían ser tratados adecuadamente.

## Estudio y carrera
Rosetta Sherwood Hall le presentó a Kim a Pak Yusan (박여선, 朴 汝先), quien trabajaba con su esposo, y el 24 de mayo de 1893, Kim Jeom-dong se casó con él en la primera ceremonia de boda al estilo occidental entre coreanos en Corea. Después de la boda, tomó el nombre de Esther Pak y agregó el nombre de su esposo al nombre con el que fue bautizada. En 1894, Sherwood Hall regresó a Nueva York, llevándose a Esther y Yusan con ella.
Esther Pak se graduó tras estudiar un año en Nueva York latín, física y matemáticas. En 1900, Park se graduó en el Women's Medical College of Baltimore, siendo la primera mujer coreana en obtener un título de médico en Estados Unidos. Su esposo apoyó la educación médica de Pak, pero murió de tuberculosis, medio año antes de su graduación.
Después de obtener su título, Pak regresó a Corea y se instaló en el primer hospital femenino del país, Bogu-yogwan (보구 여관 (en hanja, 普救女館)), en Jeongdon, Seúl. Durante diez meses de trabajo allí, la Dra. Pak ayudó a más de 3.000 pacientes y luego, en 1901, se mudó a Pyongyang, donde el Dr. Hall estableció un nuevo hospital. Pak viajó por toda Corea, incluso durante la epidemia de cólera, ayudando a los pacientes de forma gratuita. Además del trabajo principal, también realizó actividades educativas y docentes, enseñando a la primera generación de doctoras coreanas. Pak dirigió conferencias públicas en las que enfatizó la importancia de la educación para la salud y la educación para las mujeres y promovió el cristianismo.
Esther Pak murió de tuberculosis en abril de 1910, a los 34 años.

## Honores
El 28 de abril de 1909, Esther Pak y otras dos pioneras coreanas fueron homenajeadas con una ceremonia, Ha Ran-sa, la primera mujer licenciada en Literatura de una universidad estadounidense, y Yun Jeong-won, la primera graduada coreana en la Universidad Meiji Japonés (Música); asistieron 7800 personas. El emperador Gojong le entregó a Pak una medalla de plata.
Pak fue una de las figuras históricas que aparecen en un documento misionero titulado "Una nube de testigos" de Dora Patterson, realizado en Hazleton, Pensilvania en 1933.
En 2006, la Academia Coreana de Ciencia y Tecnología incorporó a Esther Park al Salón de la Fama de la Ciencia y la Tecnología de Corea.
En 2008, el Comité de Antiguos Alumnos de la Universidad de Ewha creó la Medalla Esther Pak, que reconoce el mérito de las mujeres que se graduaron de la universidad y se convirtieron en doctoras.